# Contest of Champions II
Contest of Champions II (traduzido em português como: Torneio de Campeões II) é uma série limitada de histórias em quadrinhos de 5 edições publicada de setembro a novembro de 1999 pela Marvel Comics. A série foi escrita por Chris Claremont e desenhada por Oscar Jimenez e Michael Ryan. A série não tem relação com a série limitada original de mesmo nome Contest of Champions, publicada em 1982.

## Resumo do enredo
Um grupo de heróis da Terra é convidado por uma raça aparentemente benevolente para participar de uma série de competições entre si em troca de tecnologia avançada. Isso, no entanto, é um estratagema encenado pela raça alienígena Brood. A Brood Queen planeja absorver os poderes dos heróis mais fortes e canalizá-los para a heroína mutante cativa Rogue, para quem a Brood Queen transferiu sua consciência usando o poder mutante de Rogue, posteriormente usando os heróis vencedores como hospedeiros para embriões Brood para a nova invasão da Terra.
Cortesia de nanites microscópicos, todos os heróis (com exceção do Homem de Ferro, cujos sistemas automáticos de suporte de vida da armadura o protegeram da infecção) são drogados e se tornam indiferentes a tudo, exceto à disputa, incapazes de processar as anomalias na situação que enfrentam. Embora os heróis perdedores sejam supostamente devolvidos à Terra, a primeira vitória do Homem de Ferro permite que ele confirme que os tele transportadores que partem não têm força para devolver o sujeito à Terra. Depois que o Homem de Ferro perde sua segunda partida contra a X-Force, ele descobre que os heróis são na verdade teletransportados para uma parte diferente da nave para destruir uns aos outros ou serem caçados por vários animais. Depois de encontrar Psylocke, ele é capaz de usar seus recursos para reprogramar os nanobots e usá-los para curar os outros heróis perdedores, ele e Psylocke formando uma força de ataque para determinar sua localização e reunir os outros heróis para se opor ao esquema da Brood. O plano da Brood Queen é eventualmente interrompido pelo herói Gavião Arqueiro, que foi esquecido nos estágios iniciais da disputa, e pelo Homem de Ferro, que lidera vários heróis derrotados contra a Brood. A Brood é derrotada e Vampira é curada pela heroína Ms. Marvel, que faz a Brood Queen se retirar do corpo de Vampira, convencendo a Rainha de que ela matará Vampira se ela não o fizer.

### Lista de conflitos
| Ganhador             | Perdedor          | Notas |
| -------------------- | ----------------- | --- |
| Homem de Ferro       | Psylocke          | Psylocke tentou usar seus poderes para criar a ilusão de que ainda era a "Dama Mandarim ", mas o Homem de Ferro usou as defesas de curto alcance de sua armadura para nocauteá-la quando ela tentou atacá-lo fisicamente.                                                                               |
| Wolverine            | Hercules          | |
| X-Force              | Homem de Ferro    | Depois de facilmente ganhar vantagem contra a maioria da X-Força, o Homem de Ferro foi distraído pela descoberta de que Siryn havia sofrido recentemente danos na laringe, impedindo-a de usar seus poderes. Sua preocupação com Siryn o distraiu por tempo suficiente para que Bedlam o surpreendesse. |
| Tocha Humana         | Mulher-Aranha     | A Tocha prendeu a Mulher-Aranha em um vórtice de fogo e drenou o oxigênio da cúpula resultante, sufocando-a. |
| Hulk                 | Senhor Fantástico | Hulk inalou o Senhor Fantástico em sua boca enquanto Richards tentava conter o Hulk envolvendo seu corpo ao redor dele, mantendo Richards contido e preso até que ele ficasse sem oxigênio e desmaiasse.                                                                                                |
| Tocha Humana         | Mulher-Hulk       | O Tocha aqueceu o ar ao redor deles até que a Mulher-Hulk desmaiou devido à insolação. |
| Tempestade           | Tocha Humana      | Após uma perseguição prolongada, Tempestade forçou Tocha a ficar inconsciente com um ataque de vento contínuo, deixando-o sem outra maneira de vencer a não ser usando um ataque de chamas novas que poderia tê-la matado, o que ele optou por não fazer.                                               |
| Feiticeira Escarlate | Cable             | As hex-esferas da Bruxa combinadas com a natureza viajante do tempo de Cable causaram pequenas fendas temporais que atraíram os heróis de outro mundo Lockdown e Rosetta Stone para a nave, onde ajudaram o Homem de Ferro e Psylocke a enfrentar a ameaça.                                             |
| Novos Guerreiros     | Fundibulários     | Rejeitando a ideia de uma briga direta, alegando que seria chato, os dois times competiram em uma partida de basquete que os Novos Guerreiros venceram. |
| Homem-Aranha         | Fera              | |
| Dominó               | Luke Cage         | |
| Demolidor            | Estrela de Fogo   | |
| Fênix                | Justice           | |
| Gavião Arqueiro      | Vespa             | |
| Punho de Ferro       | Colossus          | |
| Gambit               | Mercúrio          | |
| Pantera Negra        | Novos Guerreiros  | |
| Viúva Negra          | Magnum            | |
| Deadpool             | Generation X      | |
| Mulher Invisível     | Punho de Ferro    | |
| Thor                 | Tempestade        | Thor literalmente tirou o fôlego de Tempestade ao beijá-la e inalar seu oxigênio. |
| Deadpool             | Demolidor         | A fisiologia incomum de Deadpool devido ao seu fator de cura, combinada com sua fala constante e um bebê falso, distraiu os sentidos aguçados do Demolidor por tempo suficiente para que Deadpool surpreendesse seu inimigo.                                                                            |
| Viúva Negra          | X-Force           | |
| Thor                 | Viúva Negra       | Um simples golpe com Mjolnir encerrou a luta rapidamente. |
| Fênix                | Coisa             | Lutando na Área Azul da Lua, Fênix forçou a Coisa a sair do perímetro da zona de combate e o manteve lá até que ele ficasse sem fôlego. |
| Hulk                 | Deadpool          | Hulk literalmente caiu em cima de Deadpool depois de jogá-lo através de um buraco no chão. |
| Homem-Aranha         | Dominó            | O Homem-Aranha superou Domino fisicamente, apesar de ambos terem a mesma capacidade de prever os movimentos um do outro. |
| Capitão América      | Pantera Negra     | A resistência interna do Pantera Negra ao conflito atual deu ao Capitão América a vantagem de que ele precisava. |
| Gambit               | Wolverine         | Wolverine ficou distraído com a aparição da Rainha da Ninhada, agora no corpo de Vampira, tempo suficiente para Gambit desferir o golpe final. |
| Gambit               | Gavião Arqueiro   | Gambit lutou contra Gavião Arqueiro e o derrotou. A agilidade, precisão e habilidade mutante de Gambit para carregar cartas eram mais do que páreo para o arco e flecha de Gavião Arqueiro. |

## Edições coletadas
| Título                 | Material coletado           | Data da publicação | ISBN           |
| ---------------------- | --------------------------- | ------------------ | -------------- |
| Torneio de Campeões II | Torneio de Campeões II #1–5 | Janeiro de 2002    | 978-0785108139 |